# Adalpertus

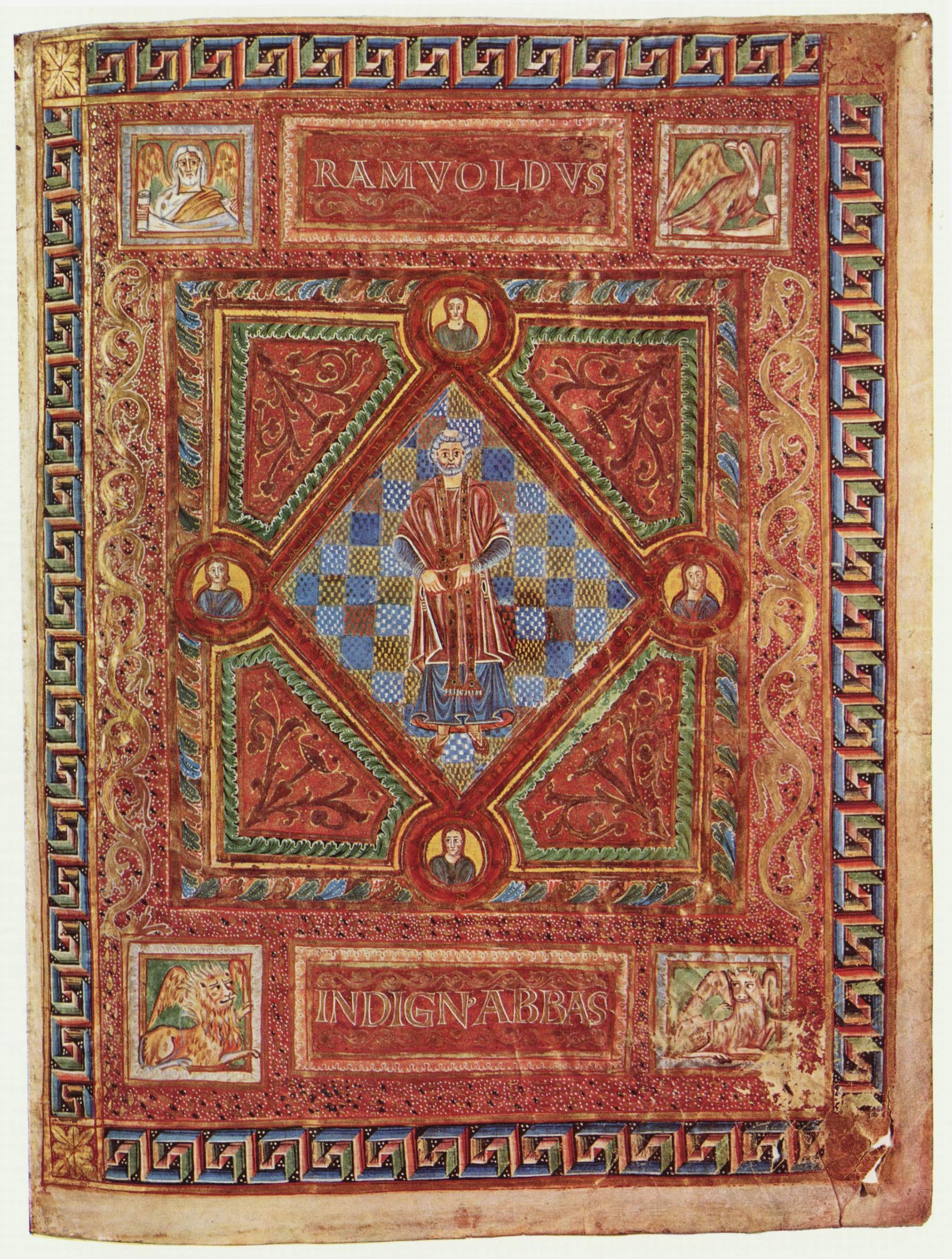
Adalpertus: Codex Aureus van St. Emmeram, Portret van abt Ramuoldus

De benedictijnenmonnik Adalpertus uit de Abdij Sankt Emmeram is een van de weinige miniaturisten uit de vroege geschiedenis van het verluchte boek die bij naam gekend is. Omstreeks het jaar 1000 kreeg hij de opdracht om de bekende Codex aureus van St. Emmeram, die gemaakt werd in opdracht van Karel de Kale in de 9e eeuw, te restaureren. In het ruitvormig kader rondom de afbeelding van Ramuoldus vinden we de inscriptie Hunc librum Karolus Quondam perfecit honorus Quem nunc Hemrammo Ramvold renovaverat almo. In de afbeelding hierbij is dit nauwelijks te zien.
Het boek was in 893 door Arnulf van Karinthië aan het klooster geschonken en Ramuoldus (abt van 975 tot 1001) gaf Adalpertus de opdracht om het boek te restaureren. Hij zou hierbij zijn geassisteerd door een andere monnik, genaamd Aripo. De restauratie betrof ook de boekplatten en de inbinding die vernieuwd werd. Aan het einde (fol. 126v) werd de volgende tekst toegevoegd: Domini Abbatis Ramvoldi jussione hunc librum Aripo et Adalpertus renovaverunt. Sis memor eorum.
Adalpertus voegde een eigen miniatuur toe op folium I, met de afbeelding van zijn abt. De abt heeft een baard en de tonsuur. Hij draagt een lang blauw onderkleed en daarboven een korte violette tuniek en een gouden stola. In de hand draagt hij een open boek. In de medaillons op de hoeken van de ruit die de abt omkadert zien we de vier evangelisten en in de hoeken van het kader, de symbolen van de evangelisten.